# Сайдаш
«Сайдаш» (тат. Сәйдәш) — культурный центр в Казани, Татарстан.
В здании есть вокальные и хореографические студии, коворкинг, библиотека, кафе, оперный зал, многофункциональный зал на 150 человек, концертный зал на 500 посадочных мест.

## История
Был открыт под названием Дворец Строителей в 1972 году и относился к Строительно-монтажному тресту № 2 Главтатстроя.
В 2000 году к столетию композитора Салиха Сайдашева его переименовали в Муниципальное учреждение культуры г. Казани Культурный центр «Сайдаш».
В 2018 началась первая в истории центра реконструкция приуроченная к 100-летию ТАССР, закончилась в 2020 году. Стиль лежащий в её основе — эклектика, сочетание функционализма и стиля баухаус с элементами неоклассики. Центральное место в интерьере занимают витраж Виктора Фёдорова, отреставрированное мозаичное панно Рустема Кильдибекова, декоративная колонна с фигурной облицовкой из чеканного металла. Фасады точно повторяют существовавший рисунок, но теперь он выполнен из крупноформатной керамогранитной плитки и композитных панелей. Также был значительно обновлён — зрительный зал, в котором можно проводить концерты оперной и эстрадной музыки. После ремонта количество посадочных мест сократилось с 630 до 502, но вырос шаг кресел. Стены и потолок обшили панелями не только для эстетики, а ещё и ради правильной живой акустики помещения. Параметры сцены остались прежними, но появились новая техника и восьмиметровый экран.